# Miane
Miane é uma comuna italiana da região do Vêneto, província de Treviso, com cerca de 3.416 habitantes. Estende-se por uma área de 30 km², tendo uma densidade populacional de 114 hab/km². Faz fronteira com Farra di Soligo, Follina, Mel (BL), Valdobbiadene.

## Demografia
| Variação demográfica do município entre 1861 e 2011                               |
|                                                                                   |
| Fonte: Istituto Nazionale di Statistica (ISTAT) - Elaboração gráfica da Wikipedia |